# Олівос
Олівос (ісп. Olivos) — аргентинське місто у провінції Буенос-Айрес, є частиною Великого Буенос-Айреса. Адміністративний центр округу Вісенте-Лопес.
У місті розміщується офіційна резиденція президента Аргентини.